# El Mon de Perarrúa
El Mon de Perrarúa es un despoblado del municipio de Perarrúa  en la comarca de Ribagorza y perteneciente a la provincia de Huesca. Situado al margen derecha del río Ésera entre las sierras de Campanué  y del Torón. 

## Historia
Su origen parece ser romano pero los primeros datos que tenemos de la población son del siglo VI.
En la década de 1940 llega a su pico máximo de población con 77 habitantes, iniciándose ahí el declive en las siguientes décadas hasta perder el total de la población a principios de los años 80

## Patrimonio
- Antigua fortaleza de San Clemente, ubicada sobre un saliente rocoso  al valle del río Ésera sobre el pueblo de Perarrúa. El conjunto se compone de la Torre de planta troncocónica de cuatro plantas fechada entre el año 1000 a 1010. [2]
- Iglesia de San Clemente del S xviii con posibles orígenes románicos[2]
- Casa Abacial, .[2]
- Ermita de San Isidro, construido en el siglo XVIII se trata de un edificio modesto de una sola nave con cabecera rectangular.[1]Está construido con mampostería de arenisca y cubierta con losa a dos aguas.[3]
- Ermita de San Martín, la iglesia no es posible datarla con seguridad ya que ningún elemento permite clasificarla con seguridad. Benito Moliner asegura que sería la iglesia parroquial de una aldea cercana, algo probable ya que en su entorno se pueden observar restos de corrales y otros conjuntos agrícolas. Se trata de un edificio de planta rectangular, con la cabecera orientada hacia el este, realizado en grandes sillares trabados con una fina capa de argamasa. El interior está dividido en dos tramos, siendo más estrecho el de la cabecera, que es el único en conservar su cubierta, en bóveda de cañón corrido. La puerta debió de estar situada en el muro S, en una zona hacia el centro de la nave que se ha derrumbado. En el interior de la cabecera, tanto en el muro N como en el S, abren sendos vanos con derrame interno. El engrosamiento del muro en el lado sur es desconcertante, ya que llega a alcanzar dos metros, autores como Manuel Iglesias Costa aducen que esto podría ser debido a que es el punto de encuentro entre el muro y el ábside pero también podría ser resultado de que la iglesia original de San Martín se perdiera definitivamente y los restos correspondan a una iglesia de época moderna.[4]